# 現代音楽
現代音楽（げんだいおんがく）は、西洋クラシック音楽の流れであり20世紀後半から現在に至る音楽を指す。ドイツ語では「Neue Musik」、英語では「20th century classical music」などと表記されるようにその定義も非常に曖昧・抽象的であり、他の時代の西洋音楽史の区分のように、様式によって区分されたものではない。現代音楽は調性をはじめとする従来の音楽様式を否定・更新した先鋭的な音楽を指すことが多い。最も顕著な特徴は無調への傾倒と不協和音の多用である。
現代音楽という用語はその技法が考えられた年代のことを示し、楽曲が公開（リリース）された時期を示す物では無い。主に近代音楽以前の技法により作曲されたポップ・ミュージックやジャズ、ロックなど現代における音楽全般の区分については、現代の音楽の項を参照のこと（隣接他分野の音楽については後述）。また地域別の動向も参照のこと。

## 総論
20世紀以降のクラシック音楽は、時代的に見て大まかに近代音楽と現代音楽に分けられる。近代音楽と現代音楽の境界をどこに設けるか、統一的な見解はない。場合によっては近代音楽と現代音楽の区分を設けず20世紀初頭からのクラシック音楽の流れを現代音楽ととらえる考え方もある。しかし一般的には第二次世界大戦をもって近代音楽との境界とし、戦後を現代音楽として取り扱うことが多い。ただし、戦前でも新ウィーン楽派、バルトーク、ヴァレーズ、アイヴズなど一部の先鋭的な作曲家や潮流は現代音楽に含む意見もある。さらに、新ウィーン楽派の無調以降を現代音楽とするがヒンデミットやオネゲルらの後発音楽は近代とみなす、または逆にブーレーズは、ドビュッシ－の『牧神の午後への前奏曲』をもって現代音楽は始まったとしている。また、第二次世界大戦後に傑作を書いた作曲家でも、リヒャルト・シュトラウス（『四つの最後の歌』の作曲が1948年）のように、全く現代音楽とみなされることのない場合もある。
本項では、特に記述すべき事項のみ戦前も扱うが基本的には戦後からの記述とし、19世紀末あるいは20世紀初頭から1945年までの事項については近代音楽の項に譲ることとする。
本項で取り扱う第二次世界大戦後の音楽は、一般に1960年代末ごろまでが「前衛の時代」とされる。
この時代は、戦前においては最も前衛的な語法とされていた十二音音楽が多くの作曲家によって取り上げられるようになり、またその十二音音楽の理論をさらに発展させたトータル・セリエリズム（セリ・アンテグラル）、電子的な発音技術を取り入れた電子音楽や録音技術によるミュジーク・コンクレート、サイコロやくじなどランダムな現象を取り入れ、あらかじめ決定された意思としての音楽を否定した偶然性の音楽、音域の密集したたくさんの音を塊のように同時に鳴らすトーン・クラスター、わずかな音形を執拗に繰り返しながら徐々にその形を変えるミニマル・ミュージック、楽譜でも図形譜や言語による楽譜など、それまでの音楽史の諸様式の範疇を大きく塗り替えるさまざまな音楽が登場した。
また、「楽譜そのものを芸術としてみる」概念もダダの時代に開発された。エルヴィン・シュルホフの『五つのピトレスケ』の第三曲は、全く意味をなさない顔文字と休符だけで全曲が構成された最初の音楽作品である。同時期にアルフォンス・アレーの『耳の不自由なある偉人の葬儀のために作曲された葬送行進曲』という空白の小節のみで書かれた作品もある。ジョン・ケージはこれらの作品を知らなかったにもかかわらず、後年独力で無音の『4分33秒』を書き上げることになった。ディーター・シュネーベルの『モノ』は本を見て音楽を感じる本・楽譜であって演奏するものではない。最近では『妖精のエアと死のワルツ』のように、前衛の時代の図形譜のパロディがインターネット上で話題になることもあった。
1970年代（一説には1968年）以降のいわゆる「前衛の停滞期」以降は、調性感および音楽が喚起させる感情の復権を目指した新ロマン主義や新しい単純性など、過去の音楽への回帰をめざすマニエリスムと呼ばれる風潮が強まった。
しかしさらにそれへの反動として西ヨーロッパを中心に、聴き手により複雑な事象の認識を要求させる新しい複雑性やポスト構造主義、音波を科学的に分析して音楽に応用するスペクトル楽派など、実験音楽と呼ばれる前衛的な作曲傾向も見られる。
このように様式は様々であるが、それまでのクラシック音楽の常識であった調性（協和音）的な音響や規則的なリズムなど、一般に認知されている音楽言語から大きく逸脱したものが多い（ただしマニエリスムの音楽はその逸脱からの帰還を目指している）。
現在では、芸術や人文科学の進歩としての活動、文化教育的な活動として、周辺芸術や人文科学関係（哲学など）にかかわる芸術家、学者、また愛好家たちを中心に、新たな音楽を求める活動を支持する層は存在する。演奏家や演奏団体も、ハンス・ロスバウトやパウル・ザッハーのように自分たちの演奏表現として新たな音楽の発信にかかわりたいという考えから進んで現代音楽を取り上げる奏者もいる。また各国政府の文化関係官庁や、芸術を支援する財団、あるいは公共放送局などからの保護と育成も受ける作曲家もいる。
作曲家たちもまた、それらの知性の積み重ねと進歩に対して自らの新しいメッセージを付加すべく新たな音楽を開拓し発信していくことで、それらの文化的あるいは経済的な支援や聴衆の期待に応えている。作曲を通しての知性への問題提起という行為によってそれが果たされると考えている者が多い。
また歴史的に見ればそうであるように、現代音楽も同時代の他の芸術の分野とも無縁ではなく、並行しながら動いていることも多い。近代音楽が印象派絵画に触発されたように、ジョン・ケージはロバート・ラウシェンバーグをはじめネオダダ、フルクサスの芸術家など多くの現代美術家に影響を与えた。フルクサスに所属した芸術家は音楽家や美術家、詩人など多数のジャンルにまたがり、たとえばビデオ・アートのナムジュン・パイクも当初は現代音楽家であった。ミニマル・ミュージックやミニマル・アートなど、ミニマリズムも音楽と美術で同時期に起こっている。1970年代以降のサウンド・アートやメディアアートなどでも、両者の共同作業が行われることもある。

## 他分野の音楽、およびそれらとの相互の影響
今日、クラシック音楽の流れとしては見なされない他分野の音楽（例えばポップ、ジャズ、ロックなど、主に商業音楽と位置づけられている音楽分野）は、クラシック音楽とは分けて考える認識が一般的である（この定義・問題についての詳細は現代の音楽の項で扱うこととする）。
これら他分野の音楽への現代音楽の影響としては、1960年代後半頃以降、フリー・ジャズ（オーネット・コールマンなど）や前衛ロック（フランク・ザッパなど）、あるいはプログレッシブ・ロック、ノイズミュージックなどのジャンルに影響を与えた。
また先に述べた「マニエリスムの音楽」の一部には、こうした他分野の商業音楽の語法を取り入れた音楽もある。

### 商業音楽との境界
ドイツ語では、まじめな音楽（Ernste Musik, E-Musik）と娯楽音楽（Unterhaltungsmusik, U-Musik）という分類があり、このうちE-Musikがクラシック音楽および現代音楽を指す（他民族の音楽においても伝統にのっとった厳粛なものや宮廷音楽などの場合はE-Musikに相当すると考える）。現代においては、主に商業の流通に直接のっとった音楽商業音楽をU-Musikと呼び習わしている。他の国での考え方もほぼこれと同類であると見てよい。日本語では大雑把にいってクラシック音楽が前者（E-Musik）、ポピュラー音楽が後者（U-Musik）に当たる。
ただしこの（ドイツ語を借りれば）E-MusikとU-Musikのいわゆる中間に位置する音楽というものも多数存在する。これらはU-Musikの範疇としては進歩的・先鋭的な立場にあるが、E-Musikの範疇では（一般的な価値観では）扱われない音楽を指す。これらの音楽はアヴァン・ポップ（avant pops）とも呼ばれている。パブロ・メルクは一時期E-MusikとU-Musikの混血児のような作風に没頭しており、アンリ・プッスールの作品に『E-Musik?それともU-Musik?』という題名の作品がある。セミ・クラシックと呼ばれる音楽もこれに該当する。この領域の音楽が、最も著作権問題にうるさい音楽になっている。

### 映画音楽
映画音楽に代表される劇伴については、そのほとんどが前項の娯楽音楽に含まれるという認識が一般的だが、現代音楽の作曲家が映画音楽を手がける例もあり、そのうちのいくつかは（その映画作品そのものの芸術的・先鋭的な姿勢に呼応して）先鋭的な音楽をつける場合がある。こうした音楽は現代音楽と認識される場合があり、その範囲は現在では映画だけにはとどまらず、ドラマやアニメ、ゲームにも及ぶともされる。こうした例は現代音楽に限らず、トーキー映画が登場した20世紀初頭の近代音楽においても見られる（あるいはサイレント映画の伴奏も含む）。
- 近代での具体例
  - 映画『アレクサンドル・ネフスキー』 - 監督: セルゲイ・エイゼンシュテイン、音楽:  セルゲイ・プロコフィエフ（後に同名のカンタータにまとめた）
  - 映画『美女と野獣』 - 監督: ジャン・コクトー、音楽: ジョルジュ・オーリック
- 現代での具体例
  - 映画『怪談』 -  監督: 小林正樹、音楽: 武満徹

また、現代音楽の既存の作品が映画のBGMとして流用される場合もある（例: 映画『2001年宇宙の旅』 -  監督: スタンリー・キューブリック、二次使用された音楽: ジェルジ・リゲティ『ルクス・エテルナ』および『アトモスフェール』）。
現代音楽やそれに近い先鋭的な音楽が当てはめられる映画は、往々にしてホラー映画ほか恐怖を題材とした映画が多く、またホラー映画製作中に最適なBGMや作曲家を求めて現代音楽にたどり着く例もある。『エクソシスト』を監督したウィリアム・フリードキンは、当初予定されていたラロ・シフリンのメロドラマ的な映画音楽を起用せず、プログレッシヴ・ロックと現代音楽の境に位置するマイク・オールドフィールドの『チューブラー・ベルズ』を起用して観客に強い印象を与えた。
現代音楽の作曲家が映画音楽の仕事を手がける場合は、その理由に収入もあるが、演奏会用純音楽ではなかなか実験できない新しいアイデアを、映画音楽において試みる場とすることがある。オーケストレーションの実践であったり、あるいはそれまで作曲家にとって使ったことのない楽器や音響技術を試みる場合もある。
日本での例では伊福部昭、早坂文雄などの先例に続き、武満徹、池辺晋一郎などが映画音楽に多くかかわっている。武満の例では、琵琶や尺八を最初に用いたのは映画音楽の中であり、その後に代表作『ノヴェンバー・ステップス』など純音楽でも邦楽器を進んで用いるようになった（詳細は武満徹の項を参照）。また映画音楽に限らず、演劇の舞台音楽やテレビ番組（特にドラマやドキュメンタリー番組など）の音楽などを手がける場合もある。珍しい例ではないが、ベルント・アロイス・ツィンマーマンは一時期、収入がそのような音楽の仕事のみになったことがある。
近年のマニエリスムの音楽の作曲家は、映画音楽そのものを純音楽として演奏会で上演する場合も多い。
具体例
- 映画『ピアノ・レッスン』 - 監督: ジェーン・カンピオン、音楽: マイケル・ナイマン（素材を「ピアノ協奏曲」として発表）
- 映画『クンドゥン』 - 監督: マーティン・スコセッシ、音楽: フィリップ・グラス
- 映画『戦場のメリークリスマス』 - 監督: 大島渚、音楽: 坂本龍一
- 映画『風の谷のナウシカ』以降の宮崎駿監督のアニメ映画 - 音楽: 久石譲（彼はこの仕事の成功により、現在では映画音楽の作曲家としての名声のほうが高い）
- 映画『レッド・バイオリン』 - 監督: フランソワ・ジラール、ジョン・コリリアーノ（この曲を素材として『ヴァイオリン協奏曲』と『ヴァイオリン独奏のためのカプリス』を作曲している）

映画音楽が折衷主義的な立ち位置を得た最大の要因は、亡命したエーリヒ・ヴォルフガング・コルンゴルトがハリウッドで後期ロマン派の様式による音楽を書き続けたことが非常に大きい。よって彼がこのような仕事をもし引き受けていなかったら、映画音楽はマニエリスムの音楽の巣窟にはならなかったという可能性は大いに考えられる。またカリフォルニアで教鞭をとったアルノルト・シェーンベルクのレッスンを受けた者の多くが、ハリウッドで映画音楽の製作に関わっているのではないかという説があるのは興味深い。原則的に未聴感ではなく既聴感に訴えかける産業がこのような経緯で成立している。無論映画には「映像」という、人が生きる上で必要不可欠とされる視覚効果で多くの表現が可能であるから、映画音楽には商業化を重視しなくても気軽にクラシック音楽や大衆音楽の要素を部分的に使えて、自由な発想と既存の組み合わせによるマニエリスムの音楽として成立しやすい。その要素が映画作品においては作為的な映画音楽がどこかで聴いたことがあるというような既聴感に通じる感覚にも関わっている。

### 具体音の導入
ミュジーク・コンクレートにおけるサンプリング手法はその後、電子的なサンプラーにより、一般的なポップミュージックにも応用されるようになった。これは具体音の録音を音楽の一部として認識するという意味において特筆すべき事項である。音を録音してさらにそれを電子的な技術により変調させたものを使うという発想が一般に定着したのは、ミュジーク・コンクレートの功績が大きい。
ただしクラシック音楽の歴史において具体音を効果として盛り込む試みはすでに多く見られる。例えばエトムント・アンゲラーの『おもちゃの交響曲』での鳥笛など音の出るおもちゃ、ヨーゼフ・シュトラウスの『鍛冶屋のポルカ』での鉄のレールをハンマーで叩く音、マーラーの交響曲で使われる木づちや鎖など特殊な打楽器などである。セミクラシックと呼ばれるルロイ・アンダーソンの『タイプライター』では、題名どおりそのものを打楽器として用いている。
音楽劇の中で劇中の小道具を音楽に取り込む用法としてはワーグナーの楽劇『ニュルンベルクのマイスタージンガー』で、主役の靴職人ハンス・ザックスが宿敵ベックメッサーの歌の練習を邪魔して靴を叩く音を挿入したり、サティの舞台音楽『パラード』で大騒ぎの挙句ピストルやサイレンの音を挿入したりするなどの例が挙げられる（サイレンの音は、後にエドガー・ヴァレーズが『イオニザシオン』などで純音楽的効果として用いている）。これらは録音技術以前において具体音を音楽として取り込んでいる例である。
また具体音を楽音で模した例となると無数にある。シャルル＝ヴァランタン・アルカン、アルチュール・オネゲル、ルーズ・ランゴーが鉄道の音を模倣しているが、アルカンのころには既存の音楽の枠に具体音を押し込めていたのが、ランゴーのころには忠実な具体音の模写そのものが音楽になっている。直接的な音響効果を求めるだけでなく、その音響を聴き手が認識することによってその音から別の事象が連想されるという意味合いがある。
これら具体音の導入は、商業音楽などの分野にも影響を与えた。日本における前衛的音響はテレビ番組の効果音からJ-POPのバックトラックやアニメのサウンドトラックまで幅広く浸透している。簡単に受け入れられた例として『ゴジラ』の鳴き声を挙げておく。伊福部昭の発案によるこの音は、コントラバスの特殊奏法を最大限に増幅して得られた。本来微小な音響を最大限に増幅する手法は小杉武久や池田亮司の作品においてしばしば現れるものである。

### 現代音楽における他分野の音楽の引用
この試みについては古くは20世紀初頭でのアイヴスの異なる音楽同士の組み合わせや、ガーシュウィンの『ラプソディー・イン・ブルー』におけるジャズの語法の導入、さらにさかのぼれば18世紀にベートーヴェンが当時の流行歌を主旋律に取り込んで変奏曲に用いたピアノ三重奏曲『街の歌』などにも見られる。これらは単に語法を取り込んだという事実だけでなく、その語法を取り込むことによって聴き手に既聴感を想起させ喜ばせるという意味合いも生まれる。
主に近年のマニエリスムの音楽の作曲家の間では、こうした手法は広く行われている。現代音楽の古典としての地位を占める作曲家ルチアーノ・ベリオの一部の作品では、例えばテープ音楽『迷宮』において、フリー・ジャズ的な語法およびポップ音楽のバックコーラス的なスキャット唱法などがかいま見えるが、これは後のマニエリスムの音楽の潮流の到来を予感させるとも言える。
その最大の立役者はドイツのケルンのシュトックハウゼンの先輩にあたるベルント・アロイス・ツィンマーマンであろう。彼のクラシック音楽のほとんどまたは常に登場するジャズの語法と引用の頻度の多さでのコラージュ手法は、他の作曲家の追従を許さない反面、プロコフィエフやヤナーチェク、カール・オルフの繰り返しの技法のように常にその一定の作法に頼ってしまうという危険性も併せ持っている。引用音楽の王者とも言われる。